# Choe Kum-chol
Choe Kum-chol (kor. 최 금철; * 9. Februar 1987 in Pjöngjang) ist ein nordkoreanischer Fußballspieler.

## Karriere

### Verein
Choe stand von 2008 bis 2009 beim Rimyongsu SG in Sariwŏn unter Vertrag. 2010 wechselte er zum 25. April SC. Mit dem Verein aus Pjöngjang wurde er 2010 und 2011 nordkoreanischer Meister. 2012 ging er nach Thailand. Hier schloss er sich Muangthong United an. Der Verein aus Pak Kret, einem nördlichen Vorort der Hauptstadt Bangkok, spielte in der ersten Liga, der Thai Premier League. 2012 feierte er mit Muangthong die thailändische Meisterschaft. Die Saison 2013 wurde er an den Drittligisten Nakhon Nayok FC nach Nakhon Nayok ausgeliehen. 2014 kehrte er in seine Heimat zurück. Hier schloss er sich seinem ehemaligen Verein Rimyongsu SG an.

### Nationalmannschaft
Choe gehört seit 2008 zum Aufgebot der nordkoreanischen Nationalelf und kam in der erfolgreichen Qualifikation zur Weltmeisterschaft 2010 meist als Einwechselspieler zum Einsatz. In den Qualifikationsrunden für die Ostasienmeisterschaften 2008 und 2010 stand der Stürmer ebenfalls im Aufgebot.

## Erfolge
25. April SC
- DPR Korea Liga: 2010, 2011

Muangthong United
- Thai Premier League: 2012